# Morti nell'890
| Questa pagina contiene informazioni ricavate automaticamente dalle voci biografiche con l'ausilio del template Bio e di un bot. L'aggiornamento è periodico e automatico e ricostruisce completamente la pagina. Se manca una persona in questa lista, sei pregato di non aggiungerla, ma accertati piuttosto che la sua voce biografica contenga il template Bio e che i dati anagrafici siano correttamente compilati. Se il template Bio manca, inseriscilo tu stesso o, in alternativa, metti l'avviso {{tmp\|Bio}} che ne segnala la mancanza. Se i dati riportati sono sbagliati, correggi direttamente la voce biografica; le modifiche saranno visibili in questa lista entro pochi giorni. Per chiarimenti vedi il progetto biografie. La lista contiene solo le 7 persone che sono citate nell'enciclopedia e per le quali è stato implementato correttamente il template Bio. Pagina aggiornata al 18 lug 2025. |

- 12 febbraio - Henjō, poeta giapponese (n. 816)
- 21 agosto - Sansone di Cordova, abate, teologo e biblista spagnolo
- 10 ottobre - Adalardo di Parigi, nobile francese
- Anandavardhana, filosofo indiano (n. 820)
- Ashot I, sovrano armeno
- Guthrum, sovrano norreno (n. 835)
- Ibn Marwan